# Buslijn 54 (Schiedam)
Buslijn 54 is een buslijn in de gemeente Schiedam en wordt geëxploiteerd door de RET. De lijn verbindt het trein- en metrostation van Schiedam via de Koemarkt met De Gorzen. De lijn is een zogenaamde "Gemaksbus", wat inhoudt dat de frequentie en dienstregeling zijn afgestemd op de vervoersvraag.

## Geschiedenis

### Lijn 54 I
Op 13 december 1954 werd lijn 54 ingesteld op Zuid, tussen de Katendrechtse Lagedijk en de wijk Pendrecht. Vier jaar later ging de lijn samen met Lijn 47 en op 10 oktober 1958 werd deze lijn zodoende opgeheven.

### Lijn 54 II
Met ingang van 7 februari 1959 werd lijn 54 ingesteld in Hoogvliet. Tijdens de eerste helft van de jaren '60 reed deze lijn grotendeels de route: Oude Wal - Meeuwenplaat. Op 1 april 1964 verdween lijn 54 uit Hoogvliet.

### Lijn 54 III (Schiedam)

#### Lijnen K, 39 en 54
In 1930 werd in Schiedam door de RET een ringlijn ingesteld die van het station een rondje door de toenmalige stad reed. In 1953 werd lijn K vernummerd in lijn 39. Op 2 september 1967 werd lijn 39 in het kader van de hernummering van het lijnennet vernummerd in lijn 54 maar bleef een ringlijn door Schiedam vanaf het station Schiedam-Rotterdam West langs de Koemarkt, P.J. Troelstralaan en weer terug. Nadien is de route meerdere malen gewijzigd zoals doortrekking naar Nieuwland waarbij het geen ringlijn meer was. De grootste wijziging vond plaats vanaf 2 februari 1996 toen de lijn vanaf het station Nieuwland naar Woudhoek werd doorgetrokken. Ook werd later het traject naar de Gorzen overgenomen van lijn 53. In 2005 werd de lijn ingekort en rijdt sindsdien min of meer zijn huidige route.